# Rhabdomastax blanci
Rhabdomastax blanci is een rechtvleugelig insect uit de familie Episactidae. De wetenschappelijke naam van deze soort is voor het eerst geldig gepubliceerd in 1969 door Descamps.